# Anna Bäsén

Anna Bäsén, 2009

Anna Inga Ulrika Herburt Bäsén, född 25 oktober 1971 i Falun, är en svensk medicinjournalist som skriver i kvällstidningen Expressen.
Bäsén har tidigare arbetat som undersköterska på Borlänge sjukhus och Södersjukhuset och som journalist på Tendens i Sveriges Radio P1, Dalarnas Tidningar och Dagens Medicin.
Bäsén nominerades till Guldspaden 2015 i klassen Stor tidning för grävjobbet "Sjukhussnusket - om dödligt farlig smuts på svenska sjukhus". 
Hon är gift.

## Utmärkelser
- 2008: Årets folkbildare[8]
- 2015: Wendelapriset för bästa socialreportage [9]